# Adolf Dietscher
Adolf Dietscher (* 6. Mai 1904 in Linz; † unbekannt) war ein österreichischer Jurist und Beamter der nationalsozialistischen Zivilverwaltung. Er war zwischen 1943 und 1945 Landrat in den Kreisen Krumau, Linz-Land und Rohrbach in Oberösterreich.

## Ausbildung und Beruf
Adolf Dietscher wurde als Sohn eines Fleischhauermeisterehepaares geboren. Er absolvierte die Realschule und trat 1925 beim Brigadeartillerieregiment in Linz in den Dienst des österreichischen Bundesheeres. Noch während seiner Zugehörigkeit zum Heer begann er 1928 ein Studium der Rechtswissenschaften. 1931 schied er aus dem Bundesheer aus, 1933 promovierte er zum Doktor der Rechte. Er war in der Folge bis 1935 als Gerichtspraktikant am Landesgericht Linz beschäftigt und arbeitete ab April 1935 als Konzeptsbeamter beim Magistrat Linz. 1937 legte er die Dienstprüfung ab und wurde als Beamter pragmatisiert. Mit Jahresbeginn 1938 wurde Dietscher zum Verwaltungsrat ernannt und übernahm im Laufe des Jahres den Neuaufbau und die Leitung des Standesamtes Linz. 1939 wurde er zum Oberverwaltungsrat, bereits im Juli 1939 zum Oberregierungsrat befördert.
Nachdem Dietscher im August 1939 zur Wehrmacht einberufen worden war, nahm er am Überfall auf Polen bzw. Frankreich teil und wurde in der Folge nach seinem Ansuchen auf Versetzung in den Staatsdienst im April 1941 unabkömmlich gestellt. Im selben Monat übernahm er die Leitung der Unterabteilung Wirtschaft und Arbeit der Reichsstatthalterei Oberdonau, ab April 1943 wirkte er als Landrat von Krumau, wobei er den zur Wehrmacht einberufenen Landrat Pieper vertrat und von Paul Leitsmann unterstützt wurde. Im August 1943 übernahm er ebenfalls in Vertretung das Amt des Landrats des Kreises Linz-Land, zwischen 1944 und 1945 war er schließlich Landrat in Rohrbach in Oberösterreich.
Dietscher wurde am 10. Mai 1945 verhaftet und bis zum 18. Juli 1946 im Lager Glasenbach interniert. Als Gruppenführer des Linzer Gausturms wurde Dietscher von ehemaligen Mitgliedern seiner Gruppe belastet, einen Häftling im Rahmen der sogenannten Mühlviertler Hasenjagd durch eine Reihe von Kopfschüssen mit seiner Maschinenpistole erschossen zu haben. Auf Grund dieser Tat wurde er am 24. April 1947 wegen § 1 des Kriegsverbrechergesetzes und §§ 10, 11 des Verbotsgesetzes zu 10 Jahren schwerem Kerker, verschärft durch ein hartes Lager vierteljährlich, sowie Ersatz der Kosten des Strafverfahrens und des Vollzugs verurteilt. Das Vermögen wurde in der Folge für verfallen erklärt. Dietscher kämpfte daraufhin um eine Aufhebung des Urteils, 1950 erreichte er eine bedingte Nachsicht des Strafrestes. Daraufhin arbeitete Dietscher als Vertreter einer Futtermittelhandlung, nach einem Herzanfall wurde er Mitarbeiter einer Installationsfirma. 1955 suchte er um einen endgültigen Strafnachlass an und stellte 1956 auch ein Gnadengesuch an den Bundespräsidenten. Per 21. März 1957 erreichte er schließlich seine endgültige Begnadigung und die Nachsicht der Rechtsfolgen.

## Politik und Funktionen
Dietscher wurde am 1. April 1933 Mitglied des Nationalsozialistischen Soldatenrings, er beantragte am 23. Mai 1938 die Aufnahme in die NSDAP und wurde rückwirkend zum 1. Mai desselben Jahres aufgenommen (Mitgliedsnummer 6.317.968). Er übernahm im April 1941 die Funktion des Gaugruppenwalterstellvertreters des Nationalsozialistischen Rechtswahrerbundes (NSRB) der Gruppe Verwaltung Oberdonau und wirkte von 1942 bis 1943 als Blockleiter der NSDAP-Ortsgruppe Schillerplatz in Linz.